# Octavia Iglesias Blanco
Octavia Iglesias Blanco (ur. 30 listopada 1894 w Astordze, zm. 28 października 1936 w Pola de Somiedo) – hiszpańska męczennica, ofiara wojny domowej w Hiszpanii, błogosławiona Kościoła katolickiego.

## Życiorys
Urodziła się w 1894 w Astordze. Pochodziła z zamożnej i głęboko wierzącej rodziny. Gdy wybuchła wojna domowa w Hiszpanii zgłosiła się do Czerwonego Krzyża i jako pielęgniarka służyła na froncie. 28 października 1936 roku w wieku 41 lat została zastrzelona w okolicach Pola de Somiedo przez republikańską milicję. 11 czerwca 2019 papież Franciszek podpisał dekret o jej męczeństwie, co otworzyło drogę do jej beatyfikacji, która odbyła się 29 maja 2021 roku w katedrze w Astordze.